# Dryadillo maculatus
Dryadillo maculatus är en kräftdjursart som först beskrevs av Arcangeli 1952.  Dryadillo maculatus ingår i släktet Dryadillo och familjen Armadillidae. Inga underarter finns listade i Catalogue of Life.